# Полум'я мого кохання
«Полум'я мого кохання» (яп. わが恋は燃えぬ, вага кої ва моену) — японський чорно-білий мелодраматичний фільм 1949 року, поставлений режисером Кендзі Мідзогуті за романом Кого Нода, написаним за автобіографією Хідеко Кагеяма «Warawa no hanshogai». Прототипами героїв оповіді стали реальні люди, які намагалися змінити хід історії та сталий порядок, та зіткнулися з перешкодами на шляху боротьби за рівноправ'я статей.

## Сюжет
Японія, 1884 рік. Тосіко Кісіда, знаменита феміністка, приїжджає в місто Окаяма, де відкрила свою школу Ейко Хіраяма, яка за своєю природою ідеалістка та прихильниця прогресу; вона бере участь в маніфестаціях на захист прав жінок, що проходять в місті. Ейко дізнається, що Тіє, донька слуг її сім'ї, була в буквальному розумінні продана жителеві Токіо. Трохи згодом влада закриває школу Ейко, і вона їде до Токіо. У штабі ліберальної партії вона дізнається, що її давній друг Хаясе, що перебуває в цій партії, виявився зрадником і шпигуном, платним агентом уряду. Ейко пише для партійної газети; лідер руху Омої стає її другом.
Прем'єр-міністр Японії домагається розпуску ліберальної партії, яка колись привела його до влади. У Тітібу починається знамените повстання селян з шовкових плантацій. Вони протестують, зокрема, проти жахливих умов праці робітниць на прядильних фабриках. Ейко своїми очима бачить рабське становище цих нещасних жінок, яким часто доводиться терпіти побої, тортури і насильство. Серед них вона впізнає Тіє, яка незабаром підпалює будівлю. Омої, Ейко і Тії потрапляють під арешт. На жіночій каторзі полонянки, скуті попарно, переносять важкі камені. Вагітна Тіє віддається наглядачеві, сподіваючись таким чином отримати шанс на втечу. Але її жорстоко б'ють, і вона втрачає плід. Батько дитини — той самий чоловік, який купив її. Тіє кохає його як і колись: він, за її словами, зробив з неї жінку.
У 1889 році приймають Конституцію, оголошується амністія. Ліберальна партія відроджується. Ейко дізнається, що Омої, який хоче з нею одружитися, тримає Тії в коханках. Омої здається абсолютно природним жити одночасно з двома жінками. Тіє, на його думку, — ганебна жінка, негідна бути чимось більшим, ніж коханкою. Ейко розуміє, що треба ще багато чого зробити, аби змінити уми, і готується до довгої самотньої боротьби, спершу наново відкривши школу в Окаямі. Вона йде від Омої, що переміг на виборах. У потягу, що несе її в рідне місто, до неї підсаджується Тіє.

## У ролях
...Після «Перемоги жінок», Josei no shôri, 1946 це вже другий відверто феміністський фільм Мідзогуті. У творчості цього автора, в основній своїй масі і немов за велінням самої природи присвяченому трагічному становищу жінки на всіх етапах історії Японії, ці фільми можна розглядати як логічне доповнення, неминучу раціоналізацію всього глибинного змісту його інших стрічок; нарешті, як голос надії, що частково суперечить звичній, — досить безвихідній — інтонації Мідзогуті.
...За силою переконливості, рівню занурення в історію країни, могутній магії стилю «Полум'я мого кохання» — поза сумнівом, серед перших і найкращих феміністських фільмів за всю історію кінематографу.
| • Кінуйо Танака   | … | Ейко Хіраяма           |
| • Міцуко Міто     | … | Тіє                    |
| • Ейтаро Одзава   | … | Хаясе                  |
| • Ітіро Сугаї     | … | Кентаро Омой           |
| • Куніко Міяке    | … | Тосіко Кісіда          |
| • Садако Савамура | … | Омоса                  |
| • Дзея Тіда       | … | Тасуте Ітагакі         |
| • Корея Сенда     | … | Прем'єр-міністр Інаккі |
| • Ейдзіро Тоно    | … | державний радник       |

## Знімальна група
- Автори сценарію — Йосіката Йода, Кането Сіндо за романом Кого Нода, написаним за автобіографією Хідеко Кагеяма «Warawa no hanshogai»
- Режисер-постановник — Кендзі Мідзогуті
- Продюсери — Хісао Ітоя, Кносі Сімадзу
- Оператор — Кохей Сугіяма
- Композитор — Сендзі Іто
- Художник-постановник — Дай Аракама, Хіроші Мідзутані, Дзюніті Осумі
- Звук — Такео Кавакіта, Таро Таканаші